# Trampolino di Pakstall
Trampolino di Pakstall, (sv.: Pakstallbacken) är en backhoppningsanläggning i Gallio i provinsen Vicenza i regionen Veneto i Italien. Anläggningen består av två större backar med K-punkt 92 meter och backstorlek (Hill Size) 103 meter och K-punkt 60 meter med backstorlek 66 meter. Två mindre backar, K31 och K20, ligger i anknytning till de större backarna. De mindre backarna är försedda med plastmattor och används även om sommaren. Anläggningen ägs av Gallios kommun.

## Historia
Direkt efter andra världskrigets slut startade konstruktion och resning av K60-backen i Pakstall. Backen invigdes 27 mars 1947. Två år senare restes de två mindre backarna i Pakstall. 9 januari 1954 arrangerades den första internationella tävlingen i Pakstall, Trofeo Kongsberg (Kongsberg Cup). K92-backen i Pakstall byggdes 1986 inför junior-VM 1987. Junior-VM 1987 och 1996 arrangerades i Gallio. Längdåkningstävlingarna hölls i grannkommunen Asiago. En deltävling i världscupen arrangerades i Pakstall 1988. K60-backen används i damernas kontinentalcup (Ladies COC). K92-backen stängdes 2011.

## Backrekord
Sista officiella backrekordet i K92-backen sattes av Uroš Peterka från Slovenien 10 februari 2002 då han hoppade 105,5 meter i en deltävling i kontinentalcupen. Officiellt backrekord i K60-backen tillhör Michael Lunardi från Italien som hoppade 64,5 meter 26 augusti 2007.

## Viktiga tävlingar
| Datum           | Vinnare                                                          | Andra plats                                                                 | Tredje plats                                                          | Tävling                   |
| --------------- | ---------------------------------------------------------------- | --------------------------------------------------------------------------- | --------------------------------------------------------------------- | ------------------------- |
| 2 februari 1987 | Ari-Pekka Nikkola, Finland                                       | Mike Arnold, Östtyskland                                                    | Dieter Thoma, Västtyskland                                            | Junior-VM                 |
| 4 februari 1987 | Östtyskland Mike Arnold Ingo Züchner Roy Koch                    | Västtyskland Steffen Bartschat Robert Leonhard Dieter Thoma Ludwig Biller   | Finland Jarkko Heikkelä Ari-Pekka Nikkola Erkki Nykänen Sasu Happonen | Junior-VM, lag            |
| 17 januari 1988 | Ernst Vettori, Österrike                                         | Primož Ulaga, Jugoslavien                                                   | Jiří Parma, Tjeckoslovakien                                           | Världscup                 |
| 30 januari 1996 | Michael Uhrmann, Tyskland                                        | Primož Peterka, Slovenien                                                   | Andreas Küttel, Schweiz                                               | Junior-VM                 |
| 1 februari 1996 | Tyskland Frank Reichel Kai Bracht Michael Uhrmann Alexander Herr | Österrike Michael Kury Markus Eigentler Martin Zimmermann Karl-Heinz Dorner | Slovenien Matija Stegnar Jaka Grosar Peter Žonta Primož Peterka       | Junior-VM, lagkonkurranse |